# Хорсли, Джон
Джон Ло́велл Хо́рсли (англ. John Lovell Horsley; 21 июля 1920, Уэстклифф-он-Си, Эссекс — 12 января 2014, Норсвуд, Мидлсекс) — британский актёр.

## Биография
Джон Хорсли родился в Уэстклиффе-он-Си, Эссекс, в семье врача и оперной певицы. Когда он ещё был младенцем, семья переехала в Лондон. Свою актёрскую карьеру Хорсли начал в Королевском театре в Борнмуте.
Во время Второй мировой войны Хорсли служил в Royal Devon Yeomanry на Сицилии. Он заболел гепатитом и был переведён в армейский драматический театр, который гастролировал по воинским частям.
После войны Хорсли вернулся в театр, а в 1950-х годах стал появляться в небольших ролях в фильмах. В начале карьеры он сыграл множество ролей полицейских, а затем специализировался на ролях врачей, адвокатов и бизнесменов. Герои Хорсли почти всегда были в очках, что ещё больше подчёркивало его фирменный мрачный взгляд. Его самой известной ролью стала роль в сериале телеканала BBC «Падение и взлёт Реджинальда Перрена» (1976—1979), где он сыграл доктора Моррисея, который произносит фразу «Возьмите две таблетки аспирина», быстро вошедшую в обиход. В 1996 году Хорсли вновь сыграл доктора Моррисея в сериале «Наследие Реджинальда Перрена». Его последняя роль была в телевизионном мини-сериале «Ребекка» в 1997 году.
За свою жизнь Хорсли сыграл более 190 ролей в кино, однако его первой любовью всегда оставался театр.

## Личная жизнь
Джон Хорсли был женат на актрисе Джун Маршалл (1923—1988) с 1948 года до её смерти. У них родились две дочери. Джон Хорсли умер 12 января 2014 года в Денвилл-Холле, доме для престарелых актёров.